# Mistrzostwa Europy w skeletonie

Mistrzostwa Europy w skeletonie są rozgrywane corocznie od 1981 roku. Początkowo w zawodach startowali jedynie mężczyźni. Kobiety dołączyły do rywalizacji w 2003 roku, gdy przywrócono rozgrywanie mistrzostw po kilkunastoletniej przerwie (w latach 1989–2002).

## Medaliści

### Kobiety
| Rok  | Miejsce      | Złoto              | Srebro             | Brąz                       |
| ---- | ------------ | ------------------ | ------------------ | -------------------------- |
| 2003 | Sankt Moritz | Monique Riekewald  | Diana Sartor       | Tanja Morel                |
| 2004 | Altenberg    | Diana Sartor       | Kerstin Jürgens    | Steffi Jacob               |
| 2005 | Altenberg    | Kerstin Jürgens    | Maya Pedersen      | Diana Sartor               |
| 2006 | Sankt Moritz | Maya Pedersen      | Shelley Rudman     | Tanja Morel                |
| 2007 | Königssee    | Anja Huber         | Maya Pedersen      | Julia Eichhorn             |
| 2008 | Cesana       | Anja Huber         | Swietłana Trunowa  | Kerstin Jürgens            |
| 2009 | Sankt Moritz | Shelley Rudman     | Marion Trott       | Maya Pedersen              |
| 2010 | Igls         | Anja Huber         | Kerstin Szymkowiak | Shelley Rudman             |
| 2011 | Winterberg   | Shelley Rudman     | Anja Huber         | Amy Williams               |
| 2012 | Altenberg    | Anja Huber         | Katharina Heinz    | Shelley Rudman             |
| 2013 | Igls         | Jelena Nikitina    | Janine Flock       | Anja Huber Olga Potylicyna |
| 2014 | Königssee    | Janine Flock       | Shelley Rudman     | Sophia Griebel Anja Huber  |
| 2015 | Igls         | Elizabeth Yarnold  | Janine Flock       | Rose McGrandle             |
| 2016 | Sankt Moritz | Janine Flock       | Tina Hermann       | Marina Gilardoni           |
| 2017 | Winterberg   | Jacqueline Lölling | Janine Flock       | Tina Hermann               |
| 2018 | Igls         | Jelena Nikitina    | Jacqueline Lölling | Janine Flock               |
| 2019 | Igls         | Janine Flock       | Jelena Nikitina    | Jacqueline Lölling         |
| 2020 | Sigulda      | Jelena Nikitina    | Marina Gilardoni   | Janine Flock               |
| 2021 | Winterberg   | Jelena Nikitina    | Tina Hermann       | Janine Flock               |
| 2022 | Sankt Moritz | Kimberley Bos      | Janine Flock       | Valentina Margaglio        |
| 2023 | Altenberg    | Tina Hermann       | Janine Flock       | Susanne Kreher             |
| 2024 | Sigulda      | Kim Meylemans      | Hannah Neise       | Amelia Coltman             |
| 2025 | Lillehammer  | Janine Flock       | Amelia Coltman     | Kimberley Bos              |

### Mężczyźni
| Rok  | Miejsce      | Złoto                        | Srebro               | Brąz                 |
| ---- | ------------ | ---------------------------- | -------------------- | -------------------- |
| 1981 | Igls         | Gert Elsässer                | Christian Mark       | Antonio Morelli      |
| 1982 | Königssee    | Gert Elsässer                | Frank Kleber         | Maurizio David       |
| 1983 | Igls         | Alain Wicki                  | Gert Elsässer        | Nico Baracchi        |
| 1984 | Winterberg   | Nico Baracchi                | Andi Schmid          | Fred Martini         |
| 1985 | Sarajewo     | Nico Baracchi                | Andi Schmid          | Urs Vescoli          |
| 1986 | Sankt Moritz | Nico Baracchi                | Andi Schmid          | Erich Graf           |
| 1987 | Sarajewo     | Andi Schmid                  | Christian Auer       | Alain Wicki          |
| 1988 | Winterberg   | Alain Wicki                  | Andi Schmid          | Franz Plangger       |
| 2003 | Sankt Moritz | Walter Stern                 | Gregor Stähli        | Florian Grassl       |
| 2004 | Altenberg    | Kristan Bromley              | Gregor Stähli        | Frank Kleber         |
| 2005 | Altenberg    | Kristan Bromley              | Frank Kleber         | Matthias Biedermann  |
| 2006 | Sankt Moritz | Gregor Stähli                | Frank Rommel         | Markus Penz          |
| 2007 | Königssee    | Aleksandr Trietjakow         | Markus Penz          | Tomass Dukurs        |
| 2008 | Cesana       | Kristan Bromley              | Sebastian Haupt      | Adam Pengilly        |
| 2009 | Sankt Moritz | Frank Rommel                 | Kristan Bromley      | Gregor Stähli        |
| 2010 | Igls         | Martins Dukurs               | Frank Rommel         | Aleksandr Trietjakow |
| 2011 | Winterberg   | Martins Dukurs               | Siergiej Czudinow    | Aleksandr Trietjakow |
| 2012 | Altenberg    | Martins Dukurs               | Tomass Dukurs        | Alexander Kröckel    |
| 2013 | Igls         | Martins Dukurs               | Aleksandr Trietjakow | Tomass Dukurs        |
| 2014 | Königssee    | Martins Dukurs               | Tomass Dukurs        | Frank Rommel         |
| 2015 | La Plagne    | Martins Dukurs               | Aleksandr Trietjakow | Tomass Dukurs        |
| 2016 | Sankt Moritz | Martins Dukurs Tomass Dukurs | –                    | Nikita Triegubow     |
| 2017 | Winterberg   | Martins Dukurs               | Tomass Dukurs        | Aleksandr Trietjakow |
| 2018 | Igls         | Martins Dukurs               | Nikita Triegubow     | Axel Jungk           |
| 2019 | Igls         | Martins Dukurs               | Axel Jungk           | Aleksandr Trietjakow |
| 2020 | Sigulda      | Martins Dukurs               | Tomass Dukurs        | Felix Keisinger      |
| 2021 | Winterberg   | Aleksandr Trietjakow         | Martins Dukurs       | Alexander Gassner    |
| 2022 | Sankt Moritz | Martins Dukurs               | Alexander Gassner    | Christopher Grotheer |
| 2023 | Altenberg    | Matt Weston                  | Christopher Grotheer | Axel Jungk           |
| 2024 | Sigulda      | Marcus Wyatt                 | Matt Weston          | Felix Keisinger      |
| 2025 | Lillehammer  | Samuel Maier                 | Marcus Wyatt         | Axel Jungk           |

## Klasyfikacja medalowa
Stan po ME 2025.
| Klasyfikacja medalowa | Klasyfikacja medalowa | Klasyfikacja medalowa | Klasyfikacja medalowa | Klasyfikacja medalowa | Klasyfikacja medalowa |
| --------------------- | --------------------- | --------------------- | --------------------- | --------------------- | --------------------- |
| Miejsce               | Kraj                  | Złoto                 | Srebro                | Brąz                  | Razem                 |
| 1.                    | Łotwa                 | 13                    | 5                     | 3                     | 21                    |
| 2.                    | Niemcy                | 10                    | 18                    | 22                    | 50                    |
| 3.                    | Austria               | 8                     | 13                    | 6                     | 27                    |
| 4.                    | Wielka Brytania       | 8                     | 6                     | 6                     | 20                    |
| 5.                    | Szwajcaria            | 8                     | 5                     | 9                     | 22                    |
| 6.                    | Rosja                 | 6                     | 6                     | 6                     | 18                    |
| 7.                    | Holandia              | 1                     | 0                     | 1                     | 2                     |
| 8.                    | Belgia                | 1                     | 0                     | 0                     | 1                     |
| 9.                    | Włochy                | 0                     | 0                     | 3                     | 3                     |